# 협동조합발전연구회
협동조합발전연구회는 협동조합과 연계한 농업·농촌의 상호협력 활동방안 및 다원적 기능에 대한 공동연구·협의·교육을 통한 협동조합의 발전과 농업인의 복지증진 및 농촌 활성화에 기여할 목적으로 2007년 7월 13일 설립된 대한민국 농림수산식품부 소관의 사단법인이다. 사무실은 서울특별시 강서구 신월4동 444-22에 있다.

## 주요 사업
- 협동조합의 문제점 및 개선안 건의
- 협동조합관련 종사자의 권익보호를 위한 상담업무
- 중기청의 재래시장 개선을 위한 MSD겨경영 개발원을 통한 용역